# Drepanoglossa tenuirostris
Drepanoglossa tenuirostris är en tvåvingeart som först beskrevs av Henry Jonathan Reinhard 1939.  Drepanoglossa tenuirostris ingår i släktet Drepanoglossa och familjen parasitflugor. Inga underarter finns listade i Catalogue of Life.